# The Gothard Sisters

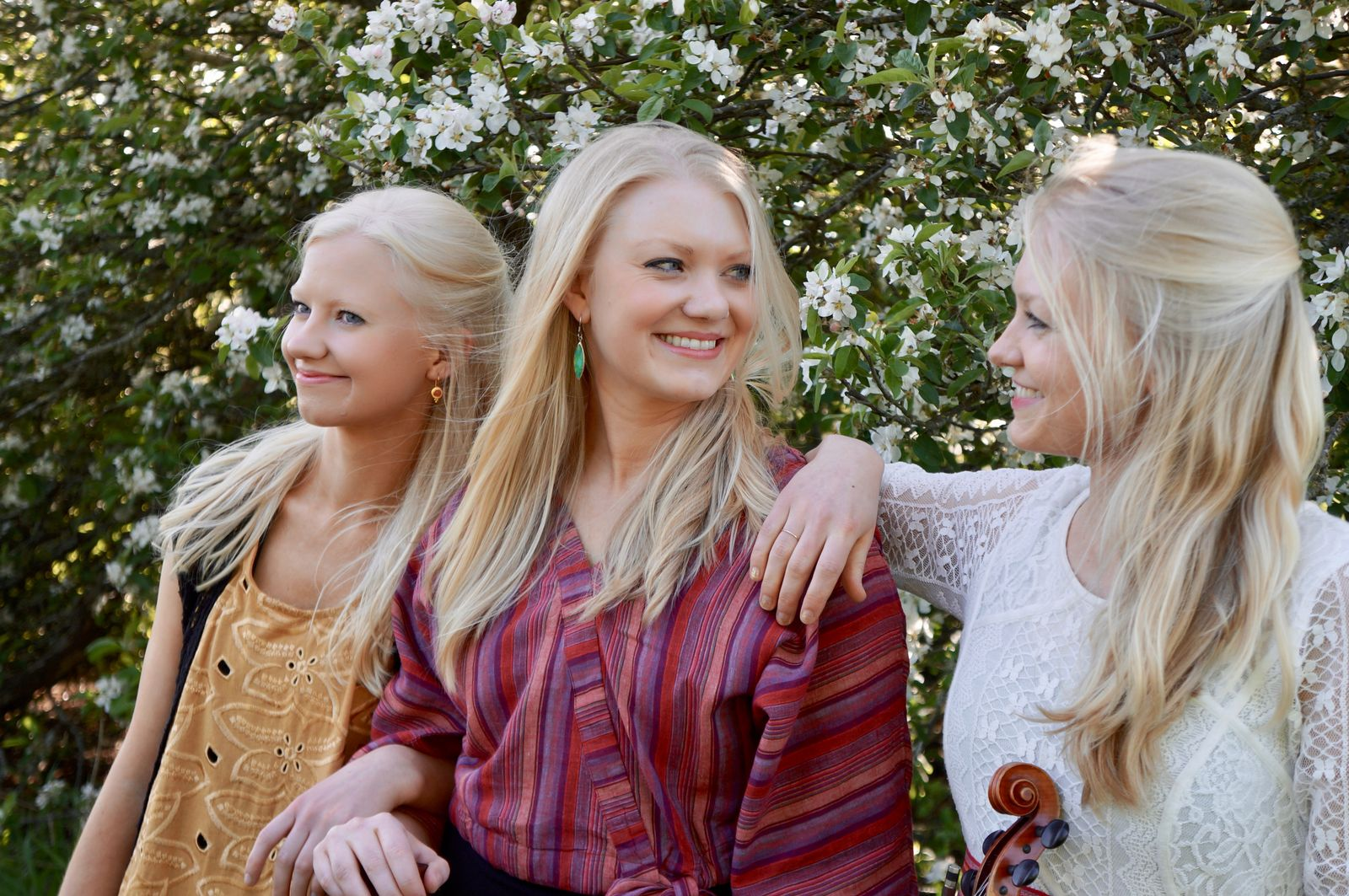
Les Gothard Sisters

Les Gothard Sisters sont un groupe de musique celtique fondé aux États-Unis en 2006.

## Histoire
Les Gothard Sisters sont trois sœurs originaires des États-Unis. Elles ont fondé leur groupe en 2006 et jouent principalement des musiques du répertoire celtique, et irlandais en particulier. Elles réalisent et enregistrent aussi bien des arrangements de morceaux traditionnels que des compositions originales.
Elles ont toutes trois participé à des concours de danses irlandaises. Leurs spectacles incluent d'ailleurs toujours des pas de danse irlandaise. Elles ont participé à de nombreux festivals, concerts, fêtes, spectacles, animations...

## Membres

### Greta
Greta a commencé le violon à l'âge de cinq ans. Elle a joué dans des orchestres et a été soliste entre autres au Benaroya Hall (en) à Seattle et au  Kimmel Center à Philadelphie. Elle a participé quatre ans de suite aux World Championships of Irish dance (championnats mondiaux de danse irlandaise) seule et en équipe (qui arriva deuxième mondiale). Aujourd'hui Greta joue de la guitare, du piano, du cajón et plusieurs autres instruments. Elle chante aussi la deuxième voix dans certaines chansons du groupe. En plus de sa formation musicale, elle s'est essayée à la création de sites web, la vidéographie, l'écriture, l'arrangement et la production de musique. C'est elle qui filme et qui s'occupe du montage des vidéos des Gothard Sisters.
- Instruments : violon, guitares acoustique et électrique, danse irlandaise, voix, cajón, piano

### Willow
Elle suivit les traces de sa sœur et apprit très tôt le violon. Elle a toujours aimé la musique celtique et irlandaise, et les autres musiques traditionnelles de danse. Elle arriva d'ailleurs à plusieurs reprises parmi les cinq meilleurs danseurs irlandais de l'ouest des États-Unis et concourut entre autres aux championnats mondiaux de 2009 en solo. Par ailleurs elle a commencé à composer ses propres morceaux. Elle joue du bodhran, de la mandole d'octave et chante. C'est elle qui fabrique les costumes portés par les Gothard Sisters lors de leurs représentations.
- Instruments : violon, bodhrán, mandoline, mandole d'octave, danse irlandaise, voix

### Solana
Solana suivit l'exemple de ses sœurs et apprit le violon dès l'âge de trois ans, mais elle fut également très attirée par le chant. Elle devint ainsi la chanteuse principale des Gothard Sisters. Par ailleurs, elle joue du bodhran, du tin whistle, du cajón et divers instruments de la famille des percussions. Comme ses sœurs, elle pratique la danse irlandaise. En 2006 elle fut, à l'âge de 11 ans, la plus jeune des participants aux World Championships of Irish dance.
- Instruments : violon, voix, bodhran, cajón, percussions, danse irlandaise, tin whistle

## Discographie

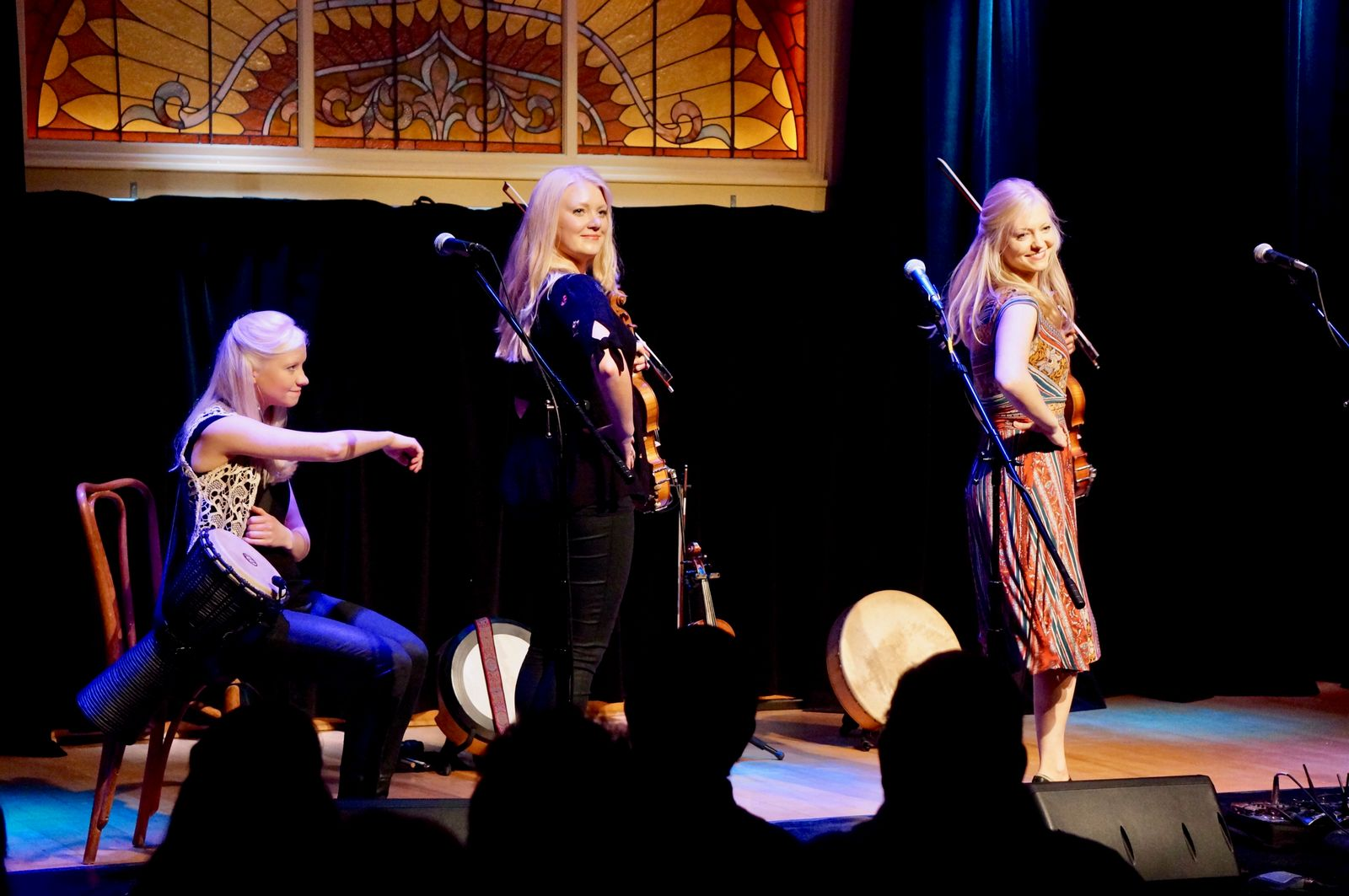
Les Gothard Sisters, 2018

| Titre                              | Année | Format      |
| ---------------------------------- | ----- | ----------- |
| ...And to all a Good Night         | 2006  | CD          |
| Now is the Hour                    | 2006  | CD          |
| Daughters of Erin                  | 2008  | CD          |
| Celtic Rainbow                     | 2009  | CD          |
| Christmas                          | 2013  | DVD         |
| Story Girl                         | 2011  | CD, DVD     |
| Fairy Dance Jig                    | 2012  | CD (single) |
| Compass                            | 2013  | CD, DVD     |
| Christmas with the Gothard Sisters | 2013  | DVD         |
| Christmas Violins                  | 2014  | CD          |

## Récompenses
Le groupe a reçu plusieurs récompenses :
- 2013 : Best New Irish Artists[4]
- 2011 : Celtic Radio Music Award pour l'album Story Girl[5]
- 2011 : L'une de leurs chansons (Little Drummer Girl) a été reprise dans une compilation de musiques celtiques de noël par Putumayo World Music[6]